# San Pietro in Casale
Pour les articles homonymes, voir Casale.
San Pietro in Casale (San Pîr in Casèl en dialecte bolonais) est une commune italienne de la ville métropolitaine de Bologne, dans la région Émilie-Romagne.

## Géographie
San Pietro in Casale, située à une altitude variant de 11 à 19 mètres, trône dans la plaine du Pô dans l’ancienne zone marécageuse de la valle Padusa, dans l’anse créée par le fleuve Reno, baignée par certains torrents qui l’alimentent et par des canaux d’assainissement, dont le canal Émilien Romagnol (CER) qui passe au sud du territoire.

La route nationale SS25 qui monte de Bologne (23 km) traverse la cité et rejoint Ferrare (26 km) en passant par Poggio Renatico (FE, 10 km). La ligne de chemin de fer suit le même itinéraire et poursuit vers Padoue et Venise.

Grandes villes voisines :
- Bologne 23 km ;
- Ferrare 26 km ;
- Padoue 87 km ;
- Milan 194 km.

## Histoire

### Moyen Âge
Bien qu’étant au milieu d’une zone humide insalubre, San Pietro est habité depuis le temps des Romains, comme en témoignent les nombreux objets découverts lors de fouilles (pierres tombales, vases, sarcophages, etc.).

Entre les VIIe et IXe siècles, d’anciens documents de l’abbaye de Nonantola relate l’existence de la cité et de la forêt dite Salto Piano, que Teodalto, seigneur de Modène et Reggio, possédait en cette zone.

Le nom de San Pietro in Casale, apparaît pour la première fois en 1223, dans une ordonnance par laquelle la commune de Bologne imposait, à la population de la zone, un chef de quartier pour la cité.

Son isolation géographique et sa dépendance envers la ville de Bologne, entraîna pour San Pietro toutes les vicissitudes de celle-ci, les attaques et les saccages de ses ennemis.

### Renaissance
En 1443, San Pietro fut cité comme Villa di San Pietro in Casale, en référence à une antique villa remontant à l’époque de la dynastie romaine de Antonin le Pieux ; villa sur les ruines de laquelle, Giovanni II Bentivoglio fit construire sa villa, encore existante aujourd’hui dans le hameau de Maccaretolo.

Jusque vers les années 1700, San Pietro ne fut qu’un petit bourg de quelques maisons ; bien qu’un décret du Sénat de Bologne, en 1544, en atteste l’origine ainsi qu’un marché hebdomadaire connu dans toute la zone.

### Temps modernes
Les quelques chroniques sur le petit bourg relatent deux grands incendies : en 1637 provoqué par les troupes anti-papales et en 1809 par des brigands qui infestaient la zone.
Le 20 juin 1796, le gouvernement de Napoléon Bonaparte abolit toute autorité qui ne serait du Sénat de Bologne et donna au village et aux diverses paroisses voisines la configuration d’une véritable commune.
À la restauration du gouvernement de l’état pontifical, San Pietro, qui comptait 2984 habitants y compris les hameaux de Rubizzano, Maccaretolo et Gavaseto, se voit agrandi d’autres territoires : Asia, Cenacchio, Massumatico, Poggetto, Sant'Alberto, San Benedetto et Gherghenzano, lesquels (hors le dernier) forme l’actuel territoire communal.
Les conditions de vie dans cette zone humide s’améliorèrent par la canalisation et l’aménagement des rives des grands fleuves : en 1782 par l’achèvement du cavo Benedettino (canalisation du Reno et de ses affluents) et au XIXe siècle par le cavo Napoleonico (canal ou bypass de régulation de l’écoulement des eaux entre le Reno et le Pô).
L’amélioration des conditions de culture donna un essor économique à la commune (établissements publics, routes, etc.).
San Pietro in Casale fut touché par le séismes de 2012 en Émilie-Romagne qui fit une victime et quelques dégâts matériels.

## Administration
| Période                                  | Période  | Identité         | Étiquette     | Qualité |
| ---------------------------------------- | -------- | ---------------- | ------------- | ------- |
| 08/06/2009                               | En cours | Roberto Brunelli | Liste civique |         |
| Les données manquantes sont à compléter. |          |                  |               |         |

### Hameaux
Asia, Cenacchio, Gavaseto, Maccaretolo, Massumatico, Poggetto, Rubizzano, Sant'Alberto, San Benedetto

### Communes limitrophes
Bentivoglio (7 km), Castello d'Argile (9 km), Galliera (6 km), Malalbergo (11 km), Pieve di Cento (8 km), San Giorgio di Piano (6 km), Cento (FE, 10 km)

## Population

### Évolution de la population en janvier de chaque année
| 1861  | 1901  | 1921  | 1951  | 1961  | 1971  | 1981  | 1991  | 2001  |
| ----- | ----- | ----- | ----- | ----- | ----- | ----- | ----- | ----- |
| 7 847 | 8 911 | 9 431 | 9 085 | 8 096 | 7 979 | 8 460 | 8 814 | 9 866 |

| 2011   | - | - | - | - | - | - | - | - |
| ------ | - | - | - | - | - | - | - | - |
| 11 815 | - | - | - | - | - | - | - | - |

### Ethnies et minorités étrangères
Selon les données de l’Institut national de statistique (ISTAT) au 1er janvier 2011 la population étrangère résidente et déclarée était de 1244 personnes, soit 10,5 % de la population résidente.
Les nationalités majoritairement représentatives étaient :
| Pos. | Pays     | Population |
| ---- | -------- | ---------- |
| 1    | Maroc    | 268        |
| 2    | Roumanie | 203        |
| 3    | Pakistan | 155        |
| 3    | Albanie  | 136        |
| 5    | Tunisie  | 103        |
| 6    | Chine    | 60         |

## Économie
la commune de San Pietro in Casale conserve une économie principalement agricole et de nombreuses industries sont dédiées à la transformation, conservation et commercialisation des produits agricoles.

Ajouté à cela une activité artisanale et commerciale en constante augmentation, sans oublier le secteur tertiaire.

En 2006, à cause d’une directive restrictive de l'Union européenne relative à la production de sucre, la raffinerie sucrière de San Pietro in Casale, du groupe SFIR (un des vingt complexes de raffinage d’Italie) fut fermé, provoquant une grave perte productive et d’emploi pour la commune.

## Culture
Le parc culturel comprend:
- le musée Casa Frabboni, exposition des peintures et sculptures,
- la bibliothèque Mario Luzi,
- la bibliothèque pour enfants.

## Jumelage
- Benešov (Tchéquie)

## Fêtse et évènements
- la fête des Saints patrons, pendant tout le mois de juin, à caractère musical, artistique et gastronomique.
- le Carnaval, avec défilé de chars, « Sandron Spaviron »..
- le marché traditionnel le mardi matin,
- le marché des antiquaires et collectionneurs, le premier samedi du mois.

### Personnalités liées à San Pietro in Casale
- Giacomo Bulgarelli footballeur
- Luigi Calori, anatomiste
- Sandro Comini, musicien
- Guido Frabboni, peintre et sculpteur
- Giovan Battista Fabbri, footballeur et entraîneur
- Daniele Piombi, présentateur
- Umberto Sacchetti, ténor
- Raimondo Rimondi, peintre et sculpteur

## Sources
- (it) Cet article est partiellement ou en totalité issu de l’article de Wikipédia en italien intitulé « San Pietro in Casale » (voir la liste des auteurs) le 02/12/2012.

## Note
1. ↑  (it) Popolazione residente e bilancio demografico sur le site de l'ISTAT.